# Bistum Wamba
Das Bistum Wamba (lateinisch Dioecesis Vambaensis, französisch Diocèse de Wamba) ist eine in der Demokratischen Republik Kongo gelegene römisch-katholische Diözese mit Sitz in Wamba.

## Geschichte
Das Bistum Wamba wurde am 10. März 1949 durch Papst Pius XII. mit der Apostolischen Konstitution Evangelizationis inter infideles aus Gebietsabtretungen des Apostolischen Vikariates Stanley Falls als Apostolisches Vikariat Wamba errichtet. Am 10. November 1959 wurde das Apostolische Vikariat Wamba durch Papst Johannes XXIII. mit der Apostolischen Konstitution Cum parvulum zum Bistum erhoben.
Das Bistum Wamba ist dem Erzbistum Kisangani als Suffraganbistum unterstellt.

## Ordinarien

### Apostolische Vikare von Wamba
- Joseph-Pierre-Albert Wittebols SCJ, 1949–1959

### Bischöfe von Wamba
- Joseph-Pierre-Albert Wittebols SCJ, 1959–1964
- Gustave Olombe Atelumbu Musilamu, 1968–1990
- Charles Kambale Mbogha AA, 1990–1995, dann Bischof von Isiro-Niangara
- Janvier Kataka Luvete, 1996–2024
- Emmanuel Ngona Ngotsi MAfr, seit 2024